# جيم مات
جيم مات هو مغني كندي، ولد في 18 يناير 1964.

## وصلات خارجية
- جيم مات على موقع ميوزك برينز (الإنجليزية)